# BB 25100
 (mai 2019).
Si vous disposez d'ouvrages ou d'articles de référence ou si vous connaissez des sites web de qualité traitant du thème abordé ici, merci de compléter l'article en donnant les références utiles à sa vérifiabilité et en les liant à la section « Notes et références ».
,,,
La BB 25100 est une série de locomotives électriques de la SNCF. Elle fut imaginée et mise sur pied par le constructeur MTE entre 1964 et 1965.

## Description
Elle est de par sa disposition des essieux une B'oB'o, d'où son appellation de BB. Elle est à l'écartement standard français de 1 435 mm. D'un point de vue technique, cette machine possède une alimentation bi-courant 1,5 kV continu et 25 kV alternatif, ce qui fait son utilité, notamment dans les parcours de montagne où le courant change fréquemment en fonction des différentes lignes. Sa puissance n'est cependant pas des plus perfectionnées (elles ne servent qu'au transport de courts convois de voyageurs), avec 3 400 kW sous 1,5 kV et 4 130 kW sous 25 kV, mais tout de même produite par 4 moteurs TO 136-8 1050 V à ventilation forcée.
Sa longueur totale est de 16,20 m et sa masse à vide de 84 tonnes. Les deux dernières BB 25100 (25109 et 25124) ont été radiées en 2007 au dépôt de Rennes, puis revendues en Roumanie.

## Services effectués
- Epinal - Chalindrey - Dijon - Avignon
- Metz - Toul - Dijon
- Bellegarde - Annemasse - Évian

## Au cinéma
- En 1998, dans le film Ceux qui m'aiment prendront le train, le train passant à toute vitesse en gare de La Souterraine, à la 39e minute, est tracté par une BB 25100 ou une BB 25200 (type de locomotive à identifier).

## Parc
| Motrices | Mise en service   | Radiation         | Livrée       | Dépôts     | Baptême (date) |
| -------- | ----------------- | ----------------- | ------------ | ---------- | -------------- |
| BB 25101 | 30 juillet 1964   | 6 août 2005       | Béton        | Thionville |                |
| BB 25102 | 26 juin 1964      | 29 août 2003      | Béton        | Thionville |                |
| BB 25103 | 27 juillet 1964   | 29 novembre 2006  | Béton        | Thionville |                |
| BB 25104 | 27 juillet 1964   | 31 octobre 2003   | Béton        | Thionville |                |
| BB 25105 | 3 août 1964       | 31 décembre 2002  | Béton        | Thionville |                |
| BB 25106 | 10 août 1964      | 20 décembre 2005  | Béton        | Thionville |                |
| BB 25107 | 24 septembre 1964 | 24 novembre 2005  | Béton        | Thionville |                |
| BB 25108 | 2 octobre 1964    | 1er octobre 2005  | Béton        | Thionville |                |
| BB 25109 | 23 octobre 1964   | 12 juin 2007      | Fret         | Rennes     |                |
| BB 25110 | 4 décembre 1964   | 30 décembre 2005  | Béton        | Thionville |                |
| BB 25111 | 13 décembre 1964  | 20 septembre 2004 | Béton        | Thionville |                |
| BB 25112 | 31 décembre 1964  | 22 décembre 2004  | Béton        | Thionville |                |
| BB 25113 | 12 janvier 1965   | 14 février 2005   | Béton        | Thionville |                |
| BB 25114 | 23 janvier 1965   | 30 octobre 2006   | Fret         | Thionville |                |
| BB 25115 | 31 janvier 1965   | 25 décembre 2005  | Béton        | Thionville |                |
| BB 25116 | 19 février 1965   | 25 décembre 2005  | Béton        | Thionville |                |
| BB 25117 | 26 février 1965   | 25 décembre 2005  | Béton        | Thionville |                |
| BB 25118 | 10 mars 1965      | 28 août 2006      | Béton        | Thionville |                |
| BB 25119 | 24 mars 1965      | 6 août 2005       | Béton        | Thionville |                |
| BB 25120 | 30 mars 1965      | 8 décembre 2005   | Multiservice | Thionville |                |
| BB 25121 | 13 avril 1965     | 8 février 2006    | Fret         | Thionville |                |
| BB 25122 | 15 avril 1965     | 30 octobre 2006   | Fret         | Thionville |                |
| BB 25123 | 30 avril 1965     | 21 septembre 2006 | Béton        | Thionville |                |
| BB 25124 | 4 mai 1965        | 23 mars 2007      | Béton        | Rennes     |                |
| BB 25125 | 24 juin 1965      | 29 novembre 2006  | Béton        | Thionville |                |

## Modélisme
- Cette locomotive a été reproduite en HO par la firme Jouef (en 1973) sous le numéro 25110.